# Roygalan
Roygalan är en gala som årligen arrangeras av Film- och TV-producenterna för att prisa Sveriges bästa reklamfilmer och dess upphovsmän. Priset instiftades 2003 och är uppkallad efter Roy Andersson vars reklamfilmer banade väg för den svenska reklamfilmsbranschens internationella succéer på 1970-talet. Galan belönar kreativitet och nyskapande inom svensk reklamfilmsproduktion och de nominerade och vinnarna utses av en jury tillsatt av Film&TV-Producenternas reklamfilmssektion.
Priser delas ut i följande kategorier:
- Bästa reklamfilm
- Bästa reklamfilmsregissör
- Roligaste reklamfilm
- Bästa reklamfilmsregissör
- Bästa reklamfilmsklippare
- Bästa musikvideo
- Bästa visuella effekter
- Bästa animation
- Bästa kostymdesigner
- Bästa scenograf
- Roy rising star
- Bästa produktionsbolag
- Roygalans jubileumspris